# Tephraea sternalis
Tephraea sternalis är en skalbaggsart som beskrevs av Moser 1908. Tephraea sternalis ingår i släktet Tephraea och familjen Cetoniidae. Inga underarter finns listade i Catalogue of Life.